# Grynex lineatus
Grynex lineatus là một loài bọ cánh cứng trong họ Cerambycidae.